# Lista de filmes com temática LGBT de 1962
Esta é uma lista de filmes que contém personagens e/ou temática lésbica, gay, bissexual, ou transgênera lançados em 1962.
| Título                                     | Direção                 | País           | Gênero                     | Elenco | Anotações |
| ------------------------------------------ | ----------------------- | -------------- | -------------------------- | --- | --- |
| Advise & Consent                           | Otto Preminger          | EUA            | Drama                      | Henry Fonda, Charles Laughton, Don Murray, Walter Pidgeon, Peter Lawford, Gene Tierney                           | Baseado no romance homônimo de Allen Drury                                                                             |
| Anima nera                                 | Roberto Rossellini      | Itália         | Drama                      | Vittorio Gassman, Nadja Tiller, Annette Stroyberg, Yvonne Sanson, Tony Brown, Rina Braido                        | . trad. Alma Negra |
| Arrivano i titani                          | Duccio Tessari          | Itália, França | Aventura, Fantasia         | Giuliano Gemma, Pedro Armendáriz, Antonella Lualdi, Jacqueline Sassard, Serge Nubret, Gérard Séty                | Incluído em um dos primeiros festivais de cinema LGBT                                                                  |
| Carry on Cruising                          | Gerald Thomas           | Reino Unido    | Comédia                    | Sid James, Kenneth Williams, Kenneth Connor, Liz Fraser, Dilys Laye, Esma Cannon                                 | Sexto filme da série Carry On                                                                                          |
| La Commare Secca                           | Bernardo Bertolucci     | Itália         | Crime, Drama               | Marisa Solinas, Allen Midgette, Giancarlo De Rosa, Alfredo Leggi                                                 | Baseado no conto homônimo de Pier Paolo Pasolini                                                                       |
| David and Lisa                             | Frank Perry             | EUA            | Drama                      | Keir Dullea, Janet Margolin, Howard Da Silva                                                                     | [ 5 ] |
| Diferente                                  | Luis María Delgado      | Espanha        | Fantasia, Musical, Drama   | Alfredo Alaria, Manuel Monroy, Sandra Le Brocq, Manuel Barrio, Julia Gutiérrez Caba                              | Contém o primeiro personagem claramente gay da Espanha pós-guerra                                                      |
| The Flower Thief                           | Ron Rice                | EUA            | Drama                      | Taylor Mead, Philip McKenna, Ella Henry                                                                          | Um homem gay se revolta contra a sociedade ao roubar flores aleatóreamente                                             |
| The Loneliness of the Long Distance Runner | Tony Richardson         | Reino Unido    | Drama                      | Tom Courtenay, Michael Redgrave, James Bolam, Ray Austin, John Thaw, Alec McCowen                                | [ 9 ] |
| The L-Shaped Room                          | Bryan Forbes            | Reino Unido    | Drama                      | Leslie Caron, Tom Bell, Brock Peters, Cicely Courtneidge, Bernard Lee, Patricia Phoenix                          | [ 10 ] |
| Il mare                                    | Giuseppe Patroni Griffi | Itália         | Drama                      | Umberto Orsini, Françoise Prévost, Dino Mele, Renato Scala                                                       | Um ator se sente atraído por um adolescente, mas antes de eles começarem um relacionamento uma mulher entra na equação |
| Muscles from Outer Space                   | Dick Fontaine           | EUA            | Erótico, Ficção Científica | | [ 12 ] |
| No Exit                                    | Tad Danielewski         | EUA, Argentina | Drama                      | Morgan Sterne, Viveca Lindfors, Rita Gam, Ben Piazza, Susana Mayo, Carlos Brown                                  | Também conhecido como Sinners Go to Hell Baseado na Huis clos de Jean-Paul Sartre                                      |
| Parigi o cara                              | Vittorio Caprioli       | Itália         | Comédia                    | Franca Valeri, Vittorio Caprioli, Fiorenzo Fiorentini, Margherita Girelli, Annamaria Ubaldi, Antonio Battistella | [ 14 ] |
| Le quatrième sexe                          | Alphonse Gimeno         | França         | Drama                      | Brigitte Juslin, Richard Winckler, Nicole Burgot, Jean-Pierre Posier, Philippe Leroy, Mireille Minato            | trad. Amigas Íntimas Um desenhista pobre e uma pintora rica se apaixonam pela mesma mulher                             |
| Das süße Leben des Grafen Bobby            | Geza von Cziffra        | Áustria        | Comédia                    | Peter Alexander, Ingeborg Schöner, Gunther Philipp                                                               | Segundo filme da trilogia protagonizada pelo Conde Bobby, que acaba em drag em todos eles                              |
| Ver Elini İstanbul                         | Aydın Arokan            | Turquia        | Drama                      | Çolpan İlhan, Leyla Sayar, Tanju Gürsu, Mualla Kavur, Ahmet Tarik Tekçe, Öztürk Serengil                         | trad. Dê Sua Mão a Istambul O primeiro filme a mostrar a homossexualidade na Turquia                                   |
| Vu du pont                                 | Sidney Lumet            | França, Itália | Drama                      | Raf Vallone, Jean Sorel, Maureen Stapleton, Carol Lawrence, Raymond Pellegrin, Morris Carnovsky                  | Primeiro beijo entre dois homens de conotação homossexual exibido nos EUA Baseado na peça homônima de Arthur Miller    |
| Walk on the Wild Side                      | Edward Dmytryk          | EUA            | Drama                      | Laurence Harvey, Capucine, Barbara Stanwick, Jane Fonda, Anne Baxter, Joanna Moore                               | Baseado no romance A Walk on the Wild Side de Nelson Algren                                                            |
| What Ever Happened to Baby Jane?           | Robert Aldrich          | EUA            | Suspense, Drama            | Bette Davis, Joan Crawford, Victor Buono                                                                         | [ 19 ] |